# Sønder Toldhus
Sønder Toldhus (dansk) eller Süderzollhaus (tysk) er en bebyggelse beliggende midtvejs mellem landsbyerne Vanderup og Kragsted i nord og Jørl og Janneby i syd på gesten i det centrale Sydslesvig. Administrativ hører stedet under Janneby kommune i Slesvig-Flensborg kreds i den nordtyske delstat Slesvig-Holsten. I kirkelig henseende hører Toldhuset under Vanderup Sogn. Sognet lå i den danske periode indtil 1864 i Vis Herred (Flensborg Amt), Hertugdømmet Slesvig. På ældre dansk findes også formen Søndre Toldhus.
Sønder Toldhus er første gang nævnt 1648. Det er et yngre navn på Lille Kragsted, som oprindelig er et udflytterbol fra Janneby, men som efter fuldførelsen af chauseen Flensborg-Husum, som var lagt over Kragsted Mose i 1596, blev henlagt til opkrævning af vejtold. Kroen og bebyggelsen kom derefter at hedde Toldhus. Tilføjelsen Sønder tjener til adskillelse fra Nørre Toldhus i Store Vi Sogn. Selve landsbyen (Store) Kragsted ligger i Vanderup kommune, Lille Kragsted er allerede nævnt 1606. Kroen lå på Gammelby Mark, der oprindelig hørte under Jørl Sogn.